# هيرواكي هوتا
هيرواكي هوتا (باليابانية: 堀田 博晃) (مواليد 26 يوليو 1975)، هو لاعب كرة قدم سابق كان يلعب كمهاجم.